# Chaetonotus elegans
Chaetonotus elegans är en djurart som tillhör fylumet bukhårsdjur, och som beskrevs av Konsuloff 1921. Chaetonotus elegans ingår i släktet Chaetonotus och familjen Chaetonotidae. Inga underarter finns listade i Catalogue of Life.